# Thomas Barthel
Thomas Barthel (né le 6 octobre 1998) est un athlète allemand, spécialiste du sprint.
Le 1er juillet 2017, il établit son record personnel sur 100 m à 10 s 35 à Mannheim, avant de terminer 4e lors des Championnats d'Europe juniors à Grosseto et de remporter le titre avec l'équipe allemande du relais 4 x 100 m, en 39 s 48, meilleure performance européenne de l'année.
Le 23 juillet 2016, il avait établi le nouveau record européen junior en 39 s 13 pour remporter la médaille de bronze lors des Championnats du monde juniors d'athlétisme 2016.
Le 30 juin 2018, il améliore son record en 10.32 (+1.6) à Heilbronn.